# 加瀬川均
加瀬川 均（かせがわ ひとし）は、日本の心臓血管外科医。医学博士。

## プロフィール
千葉大学医学部卒業。千葉大学医学部第一外科・国立循環器病センター心臓血管外科・公益財団法人日本心臓血圧研究振興会附属榊原記念病院（元副院長、心臓血管外科主任部長、先進医療研究室長）を経て、2019年より国際医療福祉大学三田病院心臓外科特任教授。現在、公益財団法人心臓血管研究所理事　 早稲田大学理工学術院総合研究所招聘研究員　心臓血管外科専門医認定機構心臓血管外科名誉専門医。
[臨床と研究の歩み]
1991年榊原記念病院心臓血管外科に赴任後、QOLを重視した僧帽弁形成術や生体弁の研究開発に努め、1997年には早稲田大学理工学部梅津教授と共同研究を開始、2000年にはシンガポールの心臓外科医とともにアジアで初めての弁膜症シンポジウムを立ち上げ、2001年には日本生体弁研究会を設立するなど新しいスタイルの弁膜症治療の普及・発展に努めた。2001年には新しいステントレス僧帽弁（ノルモ弁）を考案し早稲田大学研究施設における約10年にわたる評価実験の成果を学会発表し、2012年大阪大学心臓血管外科澤教授らとステントレス僧帽弁臨床研究会を設立、2015年「自己心膜製ステントレス僧帽弁置換術（SMVR）」という手術名で先進医療Bに申請、同年12月に承認され2016年1月に臨床研究を開始した（自己心膜の性状に個人差があることを主たる理由として2018年3月に中止）。この手術は現在人工弁輪を用いずに自己心膜弁を作製する新たな方法を用い（拡大僧帽弁形成術）、弁形成困難かつ妊娠出産希望などの理由で人工弁を希望しない僧帽弁膜症患者に行われている。
[ノルモ弁に関する主な学会発表と著書・論文]
・  学会発表　(海外)
1.     Kasegawa H, et al. 　A new type of mitral valve operation using.autologous pericardium and 
a flexible ring. 　　
2012.10　第26回欧州心臓胸部外科学会　（EACTS）スペイン　バルセロナ
2.  Kasegawa H, et al. 　Mitral valve replacement for repair failure using autologous 
pericardium.
2015.1　第51回米国臨床胸部外科学会（STS）　米国　Sandiego
3. Kasegawa H, et al.   A New type of mitral valve operation using autologous 
Pericardium and a Flexible Ring.
2018.4       第97回　米国胸部外科学会（AATS）　米国　SanDiego
・　学会講演　
1.  僧帽弁形成困難例に対する外科治療　
第112回日本外科学会特別ビデオセッション　 2012.4
2. ステントレス僧帽弁の開発と臨床応用　　
第一回ステントレス僧帽弁臨床研究会　　基調講演  2012.7
3.  A new type of mitral valve repair using. autologous pericardium and a flexible ring.    
2012 AATS  Mitral Conclave Workshop.  日本  軽井沢  2012.9
4.  A new type of mitral valve repair for complicated pathology. 
Symposium; New Concept of Valvular Surgery.　第21回アジア心臓血管胸部
外科学会 シンポジウム　 2013.4　日本　神戸   2013.4 
5.  新しいステントレス僧帽弁の開発と臨床研究　
第６８回日本胸部外科学会　シンポジウム  胸部心臓血管外科領域における臨床研究：現状と将来展望 2015.10
6.    Normo弁の現状と将来 発表者　加瀬川　均
第６回日本弁膜症学会　ランチョンセミナー講演　　2015.11 
・ 主な論文・著書
1.     Kasegawa H. et al.  Assessment of a Novel Stentless Mitral Valve Using a  
Pulsatile Mitral Valve Simulator. J Heart Valve Dis 2012;21:71-75 
2. 　加瀬川均、他　「新しい僧帽弁位ステントレス生体弁Normoの開発」　
人工臓器21（1）：71-75　2012
3　加瀬川　均　自己心膜を用いた新しい僧帽弁手術　　わが国で生まれた心臓血
管手術　Medical View　P170－171 　2013.7　
4.  Kasegawa H.et al.  A new type of mitral valve operation using a novel 
stentless mitral valve made from autologous pericardium for unrepairable 
valve. J Heart Valve Dis. 2015 ;24(1):53-56.
5. 加瀬川　均　ステントレス僧帽弁コツと落とし穴   心臓血管外科手術エクセ
レンス２巻　弁膜症の手術 　P135－139 　2018.8　中山書店 
６．Shimokawa T, Kasegawa H,Tabata M,et al. 　 Long -term follow -up of 
repair-like replacement of mitral valve using autologous pericardium.   
JTCVS Tech. 2024;25:55-62. 